# Педро Паскуллі
Педро Паскуллі (ісп. Pedro Pasculli, нар. 17 травня 1960, Санта-Фе) — аргентинський футболіст, що грав на позиції нападника. По завершенні ігрової кар'єри — тренер.
Виступав, зокрема, за клуби «Архентінос Хуніорс» та «Лечче», а також національну збірну Аргентини. У складі збірної — чемпіон світу.

## Клубна кар'єра
Народився 17 травня 1960 року в місті Санта-Фе. Вихованець футбольної школи клубу «Колон». Дорослу футбольну кар'єру розпочав 1978 року в основній команді того ж клубу, в якій провів три сезони, взявши участь у 24 матчах чемпіонату.

Педро Паскуллі під час виступів за «Лечче». 1985 рік.

Своєю грою за цю команду привернув увагу представників тренерського штабу клубу «Архентінос Хуніорс», до складу якого приєднався 1980 року. Відіграв за команду з Буенос-Айреса наступні шість сезонів своєї ігрової кар'єри. Більшість часу, проведеного у складі «Архентінос Хуніорс», був основним гравцем команди і одним з головних бомбардирів команди, маючи середню результативність на рівні 0,43 гола за гру першості. За цей час двічі виборював титул чемпіона Аргентини. Всього за клуб він провів 203 матчі і забив 87 голів.
1985 року уклав контракт з клубом «Лечче», у складі якого провів наступні сім років своєї кар'єри гравця. Граючи у складі «Лечче» також здебільшого виходив на поле в основному складі команди, ставши улюбленцем публіки, що підтримувала гравця перекличкою «ПедроПабло-ПедроПабло». Він забив у складі команди найбільше число голів серед усіх іноземних футболістів; цей рекорд протримався до 2004 року, коли його побив Хав'єр Чевантон.
У 1993 році Педро повернувся на батьківщину, де недовго грав за «Ньюеллс Олд Бойз». Після цього у нього настав період відпочинку, в якому він майже півтора року не виходив на поле. У 1994 році він перейшов до японської команди «Пі-Джей-Ем Ф'ючез», де провів 1 рік, забивши 17 голів у 29 матчах другого дивізіону країни. Потім він грав за клуб італійської серії D «Казертана» та індонезійський клуб «Пеліта Джая», де і завершив ігрову кар'єру.

## Виступи за збірну
1984 року дебютував в офіційних матчах у складі національної збірної Аргентини.

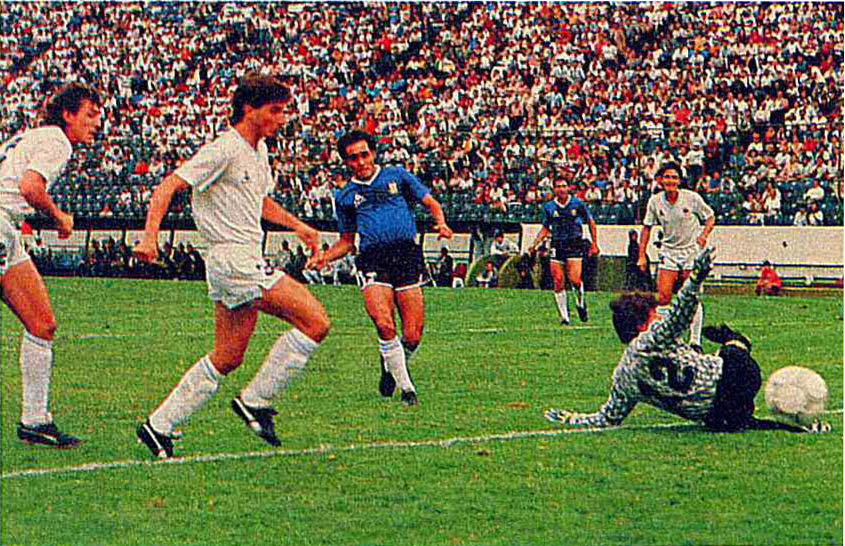
Педро Паскуллі забиває переможний гол у ворота Уругваю на чемпіонату світу 1986 року.

У складі збірної був учасником чемпіонату світу 1986 року у Мексиці, здобувши того року титул чемпіона світу. На самому турнірі футболіст провів дві гри, у другій з яких забив переможний м'яч у ворота збірної Уругваю, який вивів команду у чвертьфінал змагання.
Наступного року він поїхав зі збірною на домашній Кубок Америки 1987 року, проте на поле не виходив, а команда посіла 4 місце.
Всього протягом кар'єри у національній команді, яка тривала 4 роки, провів у її формі 16 матчів, забивши 4 голи.

## Кар'єра тренера
Розпочав тренерську кар'єру 2000 року, очоливши тренерський штаб клубу «Ентелла», після чого працював ще з двома нижчоліговими італійськими командами — «П'єтро Вернотіко» та «Вербанія».
В травні 2003 року став головним тренером збірної Уганди. В першому матчі під керівництвом аргентинця угандійці зіграли внічию 0:0 з Суданом в Кампалі. Він керував командою, незважаючи на те, що не міг говорити англійською. У червні він пропустив вирішальний раунд відбору на Кубок африканських націй 2004 року проти Руанди та Гани, оскільки його батько, якого він не бачив більше двох років, був тяжко хворим в Аргентині. В результаті у тих іграх збірна набрала лише одне очко і не вийшла на континентальну першість. У вересні він покинув країну, відмовившись від контракту на 24 000 доларів США, який його агент назвав занадто низьким, а представник також стверджував, що Паскуллі не виплатили того, що обіцяли за його роботу.
Після цього Паскуллі працював зі збірною Італії з пляжного футболу. У 2005 році Паскуллі пішов у клуб «Динамо» (Тирана), де був спочатку тренером, а потім технічним директором. З цією командою Педро виграв бронзові медалі чемпіонату Албанії 2004/05. Потім він повернувся до Італії, де працював з низкою аматорських команд.
У серпні 2013 року став тренером молодіжної команди «Лечче», якою він керував протягом сезону. З 2015 року він перебував у Єгипті як консультант у деяких футбольних школах країни.
19 січня 2017 року був призначений новим тренером «Торреса» з Серії D Сардинський досвід тривав лише два місяці, оскільки 20 березня він був звільнений.
28 січня 2019 року був прийнятий на посаду нового тренера «Вальдіано» з Еччеленци Кампанія, але з клубом він виступив невдало і вилетів до Промоціоне.
9 жовтня 2019 року був призначений менеджером «Бангор Сіті», команди з валлійського другого дивізіону. Наприкінці сезону, не зумівши підвищитись у класі, покинув команду.
19 червня 2020 року обійняв посаду технічного директора «Самбенедетте».

## Статистика виступів

### Статистика клубних виступів
| Сезон                          | Команда                        | Чемпіонат                      | Чемпіонат | Чемпіонат | Національний кубок | Національний кубок | Національний кубок | Континентальні кубки | Континентальні кубки | Континентальні кубки | Інші змагання | Інші змагання | Інші змагання | Усього | Усього |
| Сезон                          | Команда                        | Ліга                           | Ігор      | Голів     | Ліга               | Ігор               | Голів              | Ліга                 | Ігор                 | Голів                | Ліга          | Ігор          | Голів         | Ігор   | Голів  |
| ------------------------------ | ------------------------------ | ------------------------------ | --------- | --------- | ------------------ | ------------------ | ------------------ | -------------------- | -------------------- | -------------------- | ------------- | ------------- | ------------- | ------ | ------ |
| 1978                           | «Колон»                        | ПД                             | 2         | 0         | -                  | -                  | -                  | -                    | -                    | -                    | -             | -             | -             | 2      | 0      |
| 1979                           | «Колон»                        | ПД                             | 3         | 0         | -                  | -                  | -                  | -                    | -                    | -                    | -             | -             | -             | 3      | 0      |
| 1980                           | «Колон»                        | ПД                             | 19        | 6         | -                  | -                  | -                  | -                    | -                    | -                    | -             | -             | -             | 19     | 6      |
| Усього за «Колон»              | Усього за «Колон»              | Усього за «Колон»              | 24        | 6         |                    | -                  | -                  |                      | -                    | -                    |               | -             | -             | 24     | 6      |
| черв. 1980                     | «Архентінос Хуніорс»           | ПД                             | 15        | 8         | -                  | -                  | -                  | -                    | -                    | -                    | -             | -             | -             | 15     | 8      |
| 1981                           | «Архентінос Хуніорс»           | ПД                             | 36        | 5         | -                  | -                  | -                  | -                    | -                    | -                    | -             | -             | -             | 36     | 5      |
| 1982                           | «Архентінос Хуніорс»           | ПД                             | 49        | 21        | -                  | -                  | -                  | -                    | -                    | -                    | -             | -             | -             | 49     | 21     |
| 1983                           | «Архентінос Хуніорс»           | ПД                             | 48        | 15        | -                  | -                  | -                  | -                    | -                    | -                    | -             | -             | -             | 48     | 15     |
| 1984                           | «Архентінос Хуніорс»           | ПД                             | 45        | 30        | -                  | -                  | -                  | -                    | -                    | -                    | -             | -             | -             | 45     | 30     |
| 1985                           | «Архентінос Хуніорс»           | ПД                             | 10        | 8         | -                  | -                  | -                  | -                    | -                    | -                    | -             | -             | -             | 10     | 8      |
| Усього за «Архентінос Хуніорс» | Усього за «Архентінос Хуніорс» | Усього за «Архентінос Хуніорс» | 203       | 87        |                    | -                  | -                  |                      | -                    | -                    |               | -             | -             | 203    | 87     |
| 1985–86                        | «Лечче»                        | A                              | 23        | 6         | КІ                 | 5                  | 2                  | -                    | -                    | -                    | -             | -             | -             | 28     | 8      |
| 1986–87                        | «Лечче»                        | B (ІІ)                         | 34        | 9         | КІ                 | ?                  | ?                  | -                    | -                    | -                    | -             | -             | -             | 34     | 9      |
| 1987–88                        | «Лечче»                        | B (ІІ)                         | 36        | 12        | КІ                 | ?                  | ?                  | -                    | -                    | -                    | -             | -             | -             | 36     | 12     |
| 1988–89                        | «Лечче»                        | A                              | 30        | 7         | КІ                 | 8                  | 2                  | -                    | -                    | -                    | -             | -             | -             | 38     | 9      |
| 1989–90                        | «Лечче»                        | A                              | 33        | 9         | КІ                 | ?                  | ?                  | -                    | -                    | -                    | -             | -             | -             | 33     | 9      |
| 1990–91                        | «Лечче»                        | A                              | 33        | 7         | КІ                 | ?                  | ?                  | -                    | -                    | -                    | -             | -             | -             | 33     | 7      |
| 1991–92                        | «Лечче»                        | B (ІІ)                         | 25        | 3         | КІ                 | ?                  | ?                  | -                    | -                    | -                    | -             | -             | -             | 25     | 3      |
| Усього за «Лечче»              | Усього за «Лечче»              | Усього за «Лечче»              | 214       | 53        |                    | 13+                | 4+                 |                      | -                    | -                    |               | -             | -             | 227+   | 57+    |
| 1993                           | «Ньюеллс Олд Бойз»             | ПД                             | 5         | 0         | -                  | -                  | -                  |                      | -                    | -                    | -             | -             | -             | 5      | 0      |
| 1994                           | «Пі-Джей-Ем Ф'ючез»            | ЯФЛ (ІІ)                       | 29        | 17        | -                  | -                  | -                  |                      | -                    | -                    |               | -             | -             | 29     | 17     |
| 1995–96                        | «Казертана»                    | D (V)                          | 17        | 4         | -                  | -                  | -                  |                      | -                    | -                    | -             | -             | -             | 17     | 4      |
| Усього за кар'єру              | Усього за кар'єру              | Усього за кар'єру              | 492       | 167       |                    | 13+                | 4+                 |                      | -                    | -                    |               | -             | -             | 505+   | 171+   |

### Статистика виступів за збірну
| Дата       | Місто               | Господарі | Результат | Гості          | Турнір               | Голи | Примітки         |
| ---------- | ------------------- | --------- | --------- | -------------- | -------------------- | ---- | ---------------- |
| 28-4-1985  | Асунсьйон           | Парагвай  | 1 – 0     | Аргентина      | товариський матч     | -    |                  |
| 5-5-1985   | Салвадор (Бразилія) | Бразилія  | 2 – 1     | Аргентина      | товариський матч     | -    |                  |
| 14-5-1985  | Буенос-Айрес        | Аргентина | 2 – 0     | Чилі           | товариський матч     | -    |                  |
| 26-5-1985  | Сан-Кристобаль      | Венесуела | 2 – 3     | Аргентина      | Відбір до ЧС 1986    | -    | Замінений        |
| 2-6-1985   | Богота              | Колумбія  | 1 – 3     | Аргентина      | Відбір до ЧС 1986    | 2    | Замінений        |
| 9-6-1985   | Буенос-Айрес        | Аргентина | 3 – 0     | Венесуела      | Відбір до ЧС 1986    | 1    |                  |
| 16-6-1985  | Буенос-Айрес        | Аргентина | 1 – 0     | Колумбія       | Відбір до ЧС 1986    | -    |                  |
| 23-6-1985  | Ліма                | Перу      | 1 – 0     | Аргентина      | Відбір до ЧС 1986    | -    | Вийшов на заміну |
| 30-6-1985  | Буенос-Айрес        | Аргентина | 2 – 2     | Перу           | Відбір до ЧС 1986    | 1    |                  |
| 14-11-1985 | Лос-Анджелес        | Мексика   | 1 – 1     | Аргентина      | товариський матч     | -    | Замінений        |
| 17-11-1985 | Пуебла              | Мексика   | 1 – 1     | Аргентина      | товариський матч     | -    | Вийшов на заміну |
| 30-4-1986  | Осло                | Норвегія  | 1 – 0     | Аргентина      | товариський матч     | -    | 46'              |
| 4-5-1986   | Тель-Авів           | Ізраїль   | 2 – 7     | Аргентина      | товариський матч     | -    | 72'              |
| 2-6-1986   | Мехіко              | Аргентина | 3 – 1     | Південна Корея | ЧС 1986 - 1-й етап   | -    | 72'              |
| 16-6-1986  | Пуебла              | Аргентина | 1 – 0     | Уругвай        | ЧС 1986 - 1/8 фіналу | 1    |                  |
| 10-6-1987  | Цюрих               | Італія    | 3 – 1     | Аргентина      | товариський матч     | -    | 59'              |
| Усього     |                     | Матчів    | 16        |                | Голів                | 4    |                  |

## Титули і досягнення

### Командні
- Чемпіон Аргентини (2):

«Архентінос Хуніорс»: Метрополітано 1984, Насьйональ 1985
- Чемпіон світу (1):

Аргентина: 1986

### Індивідуальні
- Найкращий бомбардир чемпіонату Аргентини: Насьйональ 1984 (10 голів)

## Особисте життя
Паскуллі має італійське походження: його бабуся і дідусь по батьківській лінії походили із італійського міста Бітонто. Відповідно і прізвище гравця читається на італійський манер Паскуллі, хоча і деяких джерелах можна зустріти помилковий іспаномовний варіант Паскульї.